# Simone Giertz
Simone Giertz (nacida como Simone Luna Louise Söderlund Giertz; 1 de noviembre de 1990) es una inventora sueca, fabricante, entusiasta de la robótica, presentadora de televisión y YouTuber profesional. También trabajó como periodista deportiva de artes marciales mixtas y como editora para el sitio web oficial sueco Sweden.se. Tiene más de 2 millones de suscriptores en su canal de YouTube.

## Biografía
Simone Giertz nombró al personaje de dibujos animados de Disney Gyro Gearloose como una de sus primeras inspiraciones. Estudió Ingeniería física en la universidad, pero dejó la carrera después de un año para ir a estudiar a Hyper Island en Estocolmo, donde se interesó en la programación y la robótica.[cita requerida] Su interés en la electrónica comenzó en 2013; construyó un casco para cepillarse los dientes para un episodio piloto de una serie infantil, que fue subido a YouTube después de no ser estrenado, comenzando así su carrera en YouTube.
Giertz se llama a sí misma "la reina de los robots inútiles" y dirige un canal de YouTube en el que utiliza humor seco para demostrar cómo funcionan los robots creados por ella misma para automatizar las tareas cotidianas; a pesar de trabajar desde un punto de vista puramente mecánico, a menudo no alcanzan la utilidad práctica, para dar un efecto cómico. Sus creaciones incluyen un reloj despertador que abofetea al usuario, un aplicador de lápiz labial, y otro para lavarse el pelo. Al construir sus robots no tiene como objetivo que sean útiles, y prefiere crear soluciones exageradas para situaciones potencialmente automatizables.
En 2016, se unió a Tested.com, colaborando con Adam Savage en su primer proyecto, un casco para comer palomitas de maíz. En 2017, protagonizó el programa de televisión de comedia llamado Manick, con Nisse Hallberg, en Suecia para el canal de televisión TV6. La trama básica del programa trata de que los presentadores inventan soluciones creativas y divertidas para problemas cotidianos.
Posteriormente Simone "renunció a su corona": decidió que no quería seguir fabricando robots deliberadamente inútiles y que quería probar sus habilidades intentando fabricar cosas que funcionaran bien y que tuvieran utilidad. Desde entonces ha fabricado varios muebles para su casa, así como la primera camioneta eléctrica Tesla (antes incluso que el propio Elon Musk anunciara la oficial).

## Familia y vida personal
Desde julio de 2016, Giertz vive en San Francisco, California.
El apellido de su familia es de origen bajo alemán. Es hija de Caroline Giertz, novelista y presentadora de televisión, a quien ella describe como una "cazafantasmas" debido al trabajo de su madre en el reality show de televisión paranormal Det Okända. Es descendiente del fundador de Ericsson Lars Magnus Ericsson. El teólogo luterano y obispo Bo Giertz fue su tatara-tatara-tío.[cita requerida]
A la edad de 16 años, pasó un año en China como estudiante de intercambio. Se quedó en Hefei, donde aprendió mandarín básico. Durante su estancia en China, hizo una aparición en una sitcom china llamada Huan Xi Longo Xia Dang (en chino: 欢喜龙虾档, La feliz langosta del restaurante), donde interpretó a Catherine, una chica estadounidense que se casaba con un chino.
También asistió brevemente al Real Instituto de Tecnología Sueco (KTH), donde estudió Física.
El 30 de abril de 2018, anunció en su canal de YouTube que se le había diagnosticado un tumor cerebral benigno, al que acabó llamando "Brian". Después de la cirugía para extirpar el meningioma de grado I el 30 de mayo de 2018, continuó publicando relatos cómicos y optimistas de su progreso posterior a la cirugía, incluidas fotos de su "potencial cicatriz de súper villana" y un vídeo en su cuenta de Patreon. El 18 de enero de 2019, informó que su tumor había regresado, y se tuvo que someter a unas sesiones de radioterapia que fueron las que finalmente acabaron con Brian.
A lo largo del proceso, Giertz fabricó varios artilugios inspirados en lo sucedido. Por otro lado, parte del tumor que le extirparon fue llevado a la Antártica por su amiga investigadora Ariel Waldman, a petición de Simone.
El 17 de marzo de 2020, Simone decidió donar todas sus ganancias de Patreon del mes anterior a los mecenas que necesitaran algo de ayuda económica a raíz del inicio de la pandemia de COVID19.